# Bryan Rabello
Bryan Martín Rabello Mella (* 16. Mai 1994 in Rancagua) ist ein chilenischer Fußballspieler. Der offensive Mittelfeldspieler bestritt fünf Länderspiele für die chilenische Fußballnationalmannschaft und wurde auf Vereinsebene zwei Mal nationaler Meister.

## Karriere

### Verein
Bryan Rabello begann seine Profikarriere im Alter von 15 Jahren, als er im Oktober 2009 bei seinem Klub CSD Colo-Colo in der Copa Chile eingesetzt wurde und im Folgejahr auch in der Liga Einsätze bekam. Nach der Verletzung von Spielmacher Macnelly Torres zeigte Rabello gute Leistungen und weckte das Interesse europäischer Vereine. Im Juni 2012 gab der spanische Erstligist FC Sevilla die Verpflichtung des chilenischen Offensivtalents bekannt, das zuerst in der Reservemannschaft Erfahrung sammelte. In der A-Mannschaft von Sevilla konnte sich Rabello nicht durchsetzen und wurde 2014 und 2015 an Klubs in Spanien sowie der Schweiz verliehen. Im Juli 2015 wechselte er fest zum mexikanischen Verein Santos Laguna, mit dem er 2015 Supercupsieger und in der Clausura 2018 Meister wurde. In seiner Zeit bis 2019 bei Santos Laguna war er 2017 an die UNAM Pumas, 2018/19 an die Lobos de la BUAP und 2019 an den chilenischen Verein Universidad de Concepción verliehen. 
Im Februar 2020 wechselte Rabello nach Griechenland zu Atromitos Athen. Im August 2021 kehrte er nach Chile zurück und schloss sich Unión Española an. Im März 2023 gab der brasilianische Zweitligist Grêmio Novorizontino seine Verpflichtung bekannt,. In der Staatsmeisterschaft von São Paulo kam er noch zu einem Einsatz. Nach nur vier Monaten kehrte er nach Chile zurück und unterschrieb einen Vertrag beim CD O’Higgins. Bei Novorizontino war Rabello bis dahin in der Série B 2023 über die Rolle eines Reservespielers nicht hinausgekommen. Er saß zehn Mal auf der Bank, ohne zu Spielzeiten zu kommen.

### Nationalmannschaft
Rabello debütierte im April 2012 für die Nationalmannschaft in der Copa del Pacífico gegen Peru, als er in der 76. Spielminute für Felipe Gutiérrez eingewechselt wurde. Im Folgejahr kam er zu zwei weiteren Einsätzen in Freundschaftsspielen und spielte seine letzten Länderspiele in der Qualifikation für die Weltmeisterschaft 2018.
In den Jugendnationalmannschaften hatte Rabello für die U15 bei der Südamerikameisterschaft 2009, für die U17 bei den Südamerikaspielen 2010 in Medellín und für die U20 bei der Südamerikameisterschaft 2013 gespielt.

## Erfolge
Colo-Colo
- Chilenischer Meister: 2009-C

Sevilla
- Europa-League-Sieger: 2014

Santos Laguna
- Mexikanischer Meister: 2018-C
- Mexikanischer Supercupsieger: 2015